# مارتي جي. تشابيرت
مارتي جي. تشابيرت هو شخصية أعمال وسياسي أمريكي، ولد في 12 أبريل 1956 في مقاطعة تيريبون في الولايات المتحدة. نشط حزبياً في الحزب الديمقراطي. وقد انتخب عضو مجلس ولاية لويزيانا ‏.